# مرض بليزايوس ميرتسباخر
مرض بليزايوس ميرتسباخر (بالإنجليزية: Pelizaeus–Merzbacher disease)‏ هو مرض وراثي عصبي مرتبط بكروموسوم إكس مسؤول عن إتلاف الخلايا العصبية قليلة التغصن، تُسببه طفرة في البروتين الدهني 1، وهو بروتين ضروري في تكوين غشاء الميالين.
يتّصف المرض بقلة في تكوين غشاء الميالين ويقع تصنيفه ضمن مجموعة من الأمراض الوراثية تُسمى بحثل المادة البيضاء.

## العلامات والأعراض
تشمل العلامات والأعراض المميزة لمرض بليزايوس ميرتسباخر حركة ضئيلة أو معدومة في الذراعين أو الساقين، وصعوبات في التنفس، وحركات أفقية مميزة للعينين من اليسار إلى اليمين.
عادة ما يظهر مرض بليزايوس ميرتسباخر في بداية الطفولة المبكرة. أكثر العلامات المبكرة تميزًا هي: الرأرأة (حركة سريعة غير طوعية وإيقاعية للعيون) ونقص التوتر العضلي. يتأخر الطفل في تطوير القدرات الحركية أو قد لا يكتسبها، ويعتمد ذلك في الغالب على شدة الطفرة. يتعلم معظم الأطفال المصابون بمرض بليزايوس ميرتسباخر فهم اللغة، وعادةً ما يكون لديهم بعض القدرة على الكلام. قد تشمل العلامات الأخرى الرعاش، وقلة التنسيق، والحركات غير الطوعية، والضعف، والمشية غير المستقرة، ومع مرور الوقت يحدث تقبض (زيادة في التوتر العضلي) في الساقين والذراعين. غالبا ما تتقلص العضلات مع التقدم في الوقت. قد تتدهور الوظائف العقلية. قد يعاني بعض المرضى من الاختلاج والتشوهات في الهيكل العظمي، مثل انحراف العمود الفقري جانبيًا، نتيجة الإجهاد العضلي الشاذ على العظام.

## السبب
ينتج مرض بليزايوس ميرتسباخر عن حدوث طفرة متنحية مرتبطة بكروموسوم إكس تؤثر على البروتين الشحمي بروتين الميالين الرئيس 1 (PLP1). ويسبب نقص في تكون مايلين الجهاز العصبي المركزي وأمراض عصبية شديدة.
غالبية الطفرات تؤدي إلى مضاعفة الجين PLP1. تسبب عمليات حذف موضع الجين PLP1 (وهو أمر نادر الحدوث) نوعًا أقل خطورة من مرض بليزايوس ميرتسباخر مقارنةً مع طفرات المضاعفة الدارجة لهذا الجين، ما يدل على الأهمية البالغة للجرعة الجينية في هذا الموضع لوظيفة الجهاز العصبي المركزي الطبيعية.

## التشخيص
غالبًا ما يُقترح تشخيص مرض بليزايوس ميرتسباخر لأول مرة بعد الكشف عن التشوهات في المادة البيضاء عن طريق التصوير بالرنين المغناطيسي (شدة إشارة T2 عالية، أي إطالة T2) في جميع أنحاء الدماغ، وهو ما يتضح عادةً عند حوالي سنة من العمر، من المُفترض ظهور تشوهات أكثر وضوحًا عند الطفولة.
ما لم يكن هناك تاريخ عائلي يتوافق مع الوراثة المرتبط بالجنس، غالبًا ما يشخَّص هذا المرض أنه شلل دماغي. بمجرد التعرف على طفرة PLP1، يمكن إجراء التشخيص الوراثي قبل الولادة أو التشخيص الوراثي السابق للانغراس.

### التصنيف
يُصنف هذا المرض على أنه أحد أمراض مجموعة من الاضطرابات الوراثية معروفة باسم حثل المادة البيضاء التي تؤثر على نمو غشاء المايلين، وهو الغطاء الدهني -الذي يعمل بمثابة عازل- على الألياف العصبية في الجهاز العصبي المركزي. تشمل الأشكال العديدة لمرض بليزايوس ميرتسباخر المتغيرات الكلاسيكية والوليدية والانتقالية والبالغة.
تصنف بعض الطفرات الأكثر اعتدالًا في جين PLP1 التي تسبب ضعف الساق والتشنج، مع تأثر دماغي ضئيل أو معدوم، على أنها شلل نصفي تشنجي 2 (SPG2).

## العلاج
لا يوجد علاج معياري لمرض بليزايوس ميرتسباخر.
النتائج متباينة: الأشخاص الذين يعانون من أشد أشكال المرض عادةً لا يعيشون إلى سن المراهقة، على الرغم من وجود أشكال أقل شدة، يمكن بقاء المريض فيها على قيد الحياة حتى مرحلة البلوغ.

## الأبحاث
في ديسمبر 2008، حصلت شركة ستيم سيلز StemCells على تصريح في الولايات المتحدة لإجراء المرحلة الأولى من التجارب السريرية لزرع الخلايا الجذعية العصبية البشرية. لم تُظهر التجربة فعالية وقد أفلست الشركة منذ ذلك الحين.
في عام 2019، استخدم بول تيزار الكريسبر والعلاج العكسي لاتجاه النسخ في نموذج فأر التجارب المُصاب بمرض بليزايوس ميرتسباخر بنجاح.  تجرى دراسات على إمكانية العلاج بالاستخلاب أيضًا.